# Filipe Galvon

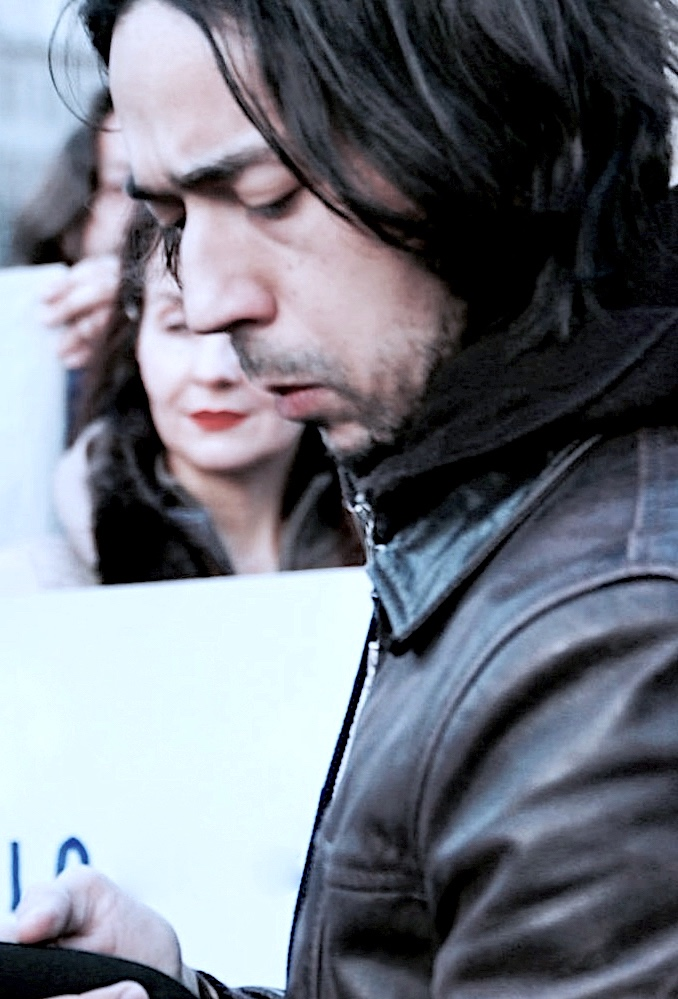
Filipe Galvon em 2016.

Filipe Galvon (Rio de Janeiro, 10 de dezembro de 1981) é um cineasta e autor brasileiro. 

## Biografia
Nascido em uma família de classe popular no bairro do Encantado, zona norte do Rio de Janeiro, Filipe Galvon começa sua carreira no jornalismo e no audiovisual antes de se converter exclusivamente à criação artística. Ele se interessa inicialmente por música e poesia, participando de grupos underground e contribuindo para revistas culturais, e em seguida passa a se dedicar ao cinema. 
A partir de 2006, escreveu e dirigiu vários curtas-metragens. Suas primeiras realizações se situam entre a ficção e o experimental, como o filme de estudos The Pull Over (2006), uma livre adaptação do conto No se culpe a nadie, do escritor franco-argentino Julio Cortázar. Também participa como ator e roteirista de outros projetos de ficção, como o suspense O Apartamento (2008) e o satírico O Vídeo (2010).
Com uma atividade literária paralela, seus textos poéticos são publicados em antologias e revistas. É selecionado pelo renomado periódico cultural brasileiro Revista Cult para a seção Oficina Literária da edição de setembro de 2007. Seu primeiro livro, a coletânea de poemas Animau, foi publicado em 2011 pela 7Letras, uma das principais editoras de poesia do Brasil.
Em seguida, dirigiu o curta-metragem Lise/Amélie (2013), que vence o prêmio Road Movie do Festival Cine Tela Brasil e é exibido em diversas cidades periféricas brasileiras. Ficção que mescla elementos do documentário, o filme conta a história de duas jovens brasileiras misteriosamente perdidas durante sua viagem ao litoral do Uruguai.
Em 2013, transfere-se para a França, onde termina sua formação em cinema na Universidade de Paris. Seus trabalhos de fim de estudos resultam em uma pesquisa sobre a cinematografia de Lars von Trier e no curta-metragem Unquiet River (2015). Selecionado para festivais franceses, o documentário resgata poeticamente a história da parisiense Olivia Wattine que, em meio a uma viagem ao redor do mundo, tem sua vida transfigurada por um acidente.
Em 2016, engaja-se na fundação do Movimento Democrático de 18 de março, que se opõe à destituição da presidente Dilma Rousseff, e realiza, como parte desse coletivo, uma série de clipes e entrevistas políticas. Em seguida, assina o roteiro e a realização do curta Boulevard Voltaire (2017). O documentário, selecionado para festivais na França, conta a inesperada descoberta de episódios da história francesa por um jovem estrangeiro durante seu particular passeio noturno. 
Seu primeiro longa-metragem, Encantado: o Brasil em Desencanto (2018), ganhou o Prêmio do Público de Melhor Filme no Festival Internacional de Cinema de Brasília 2020. O filme trata da situação política e social do Brasil entre a eleição de Lula em 2002 e a de Jair Bolsonaro em 2018, a través da trajetória de seu bairro de origem, o Encantado. Coproduzido pelo canal francês Public Sénat, o filme é exibido primeiro em versão curta exclusiva na televisão e, na seqüência, em diversos festivais na França e no exterior. Em 2020, é lançado no Brasil em versão longa-metragem definitiva, em festival e na plataforma Amazon Prime Video. Adiado pela crise do covid-19, o lançamento do filme na França está agendado para 2021.

## Filmografia

### Longa-metragem
- 2018: Encantado, documentário

### Curta-metragem
- 2006: The Pull Over, drama experimental
- 2008: O Apartamento, suspense — como roteirista e ator coadjuvante
- 2010: O Vídeo, suspense - codirigido com Renata Ruffato
- 2013: Geração SóQueNão, documentário experimental
- 2013: Lise/Amélie, mistério
- 2014: Dentro do Reino do Caos, musical
- 2015: Unquiet River, documentário biográfico
- 2015: Uma Face Negra, documentário experimental
- 2017: Nuit Debout: Uma Mensagem, documentário
- 2016: Boulevard Voltaire, documentário

## Distinções
- Prêmio Road Movie do Festival Cine Tela Brasil 2013, por Lise/Amélie[4].
- Seleção oficial do Festival Festafilm de Montpellier 2014, por Dentro do Reino do Caos[5].
- Seleção oficial do Festival Cannes International du Handicap de Cannes 2016, por Unquiet River[6].
- Seleção oficial do Festival Entr’2 Marches de Cannes 2016, por Unquiet River[7].
- Seleção oficial do Festival ToGaether 2017, por Boulevard Voltaire.
- Seleção oficial do Festival  Nuit du Cinéma - Les Mutineries 2017, por Boulevard Voltaire[8].
- Seleção oficial do Festival  Nuit du Cinéma - Les Mutineries 2019, por Encantado.
- Seleção oficial do Festival Rencontres du Cinéma Sud-Américain de Marseille 2019, por Encantado.
- Seleção não-competitiva do Festival Biarritz Amérique Latine 2019, por Encantado.
- Filme de abertura do Festival Fifak — Tunísia 2019, por Encantado.
- Seleção oficial do Festival Cinéma Sous Les Étoiles — Canadá 2019, por Encantado.
- Seleção oficial do Festival Sète Amérique Latine 2019, por Encantado.
- Seleção oficial do Festival Pico y Pala 2019, por Encantado.
- Seleção oficial do Festival Viva El Cine Latino de Dole 2020, por Encantado.
- Seleção não-competitiva do Festival Cinélatino Rencontres de Toulouse 2020, por Encantado.
- Film de encerramento do Festival Pantalla Latina —Suíça 2020, por Encantado.
- Prêmio de Melhor Filme do Júri Popular do Festival International de Brasilia 2020, por Encantado.

### Entrevistas na mídia internacional
- Programa Des Mots de Minuit: Entrevista no quadro Mot à Mot no Festival Biarritz Amérique Latine 2019 com Phillippe Lefait
- TV France3 Nouvelle Aquitaine (Jornal das 12H) : Entrevista especial no Festival Biarritz Amérique Latine 2019
- TV France 24: Convidado do dia
- Extra classe: Entrevista "O Brasil em Desencanto"
- RFI France: Convidado da manhã[9]
- RFI Brasil: Entrevista no quadro RFI Convida[10]
- Mediapart: Entrevista para o jornal Mediapart[11]
- Tagblatt: Entrevista para o jornal suíço-alemão Tagblatt[12]